# Завидовський Андрій Михайлович
Андрій Михайлович Завидовський (нар. 14 вересня 1962, Винники, Львівська область) — радянський футболіст. Захисник, грав за команди СКА «Карпати» (Львів), «Прикарпаття» (Івано-Франківськ), «Автомобіліст» (Львів), «Карпати» (Кам'янка-Бузька).